# David Jenkins (patinage artistique)
Pour les articles homonymes, voir Jenkins et David Jenkins.
David Jenkins, né le 29 juin 1936 à Akron (Ohio), est un ancien patineur artistique américain. Il a remporté le titre olympique en 1960, quatre ans après son frère Hayes Alan.
Les frères Jenkins ont dominé le patinage artistique des années 1950, gagnant, à eux deux, deux titres olympiques et sept titres de champion de monde.

## Biographie

### Hommage
David Jenkins est intronisé au Temple de la renommée du patinage artistique américain en 1976.

## Palmarès
| Compétition                     | 1954 | 1955 | 1956 | 1957 | 1958 | 1959 | 1960 |
| Jeux olympiques d'hiver         |      |      | 3e   |      |      |      | 1er  |
| Championnats du monde           | 4e   | 3e   | 3e   | 1er  | 1er  | 1er  | F    |
| Championnats d'Amérique du Nord |      | 2e   |      | 1er  |      | F    |      |
| Championnats des États-Unis     | 2e   | 2e   | 3e   | 1er  | 1er  | 1er  | 1er  |
| Légende : F = Forfait           |      |      |      |      |      |      |      |